# Genoa (Wisconsin)
Genoa è un comune degli Stati Uniti, situato in Wisconsin, nella Contea di Vernon.